# Ctenus similis
Ctenus similis este o specie de păianjeni din genul Ctenus, familia Ctenidae, descrisă de F. O. P.-cambridge, 1897. Conform Catalogue of Life specia Ctenus similis nu are subspecii cunoscute.